# Golpe de Estado en El Salvador de 1961
El golpe de Estado en El Salvador de 1961, también conocido como el Golpe de los Maquis fue un contragolpe exitoso en El Salvador dirigido por el coronel Aníbal Portillo contra la efímera Junta de Gobierno que había tomado el poder en 1960, disolviendo a la junta militar reformista por un gobierno fuertemente anticomunista formado por un Directorio Cívico-Militar. A finales de ese año, el gobierno militar había dado paso a un gobierno democrático.
Según Humberto Corado Figueroa, la sublevación militar de enero de 1961 fue planificada por un grupo de mayores salvadoreños de tendencia derechista, y anticomunista quienes fueron apodados "Los Maquis".
Los motivos detrás del derrocamiento militar fueron de naturaleza reaccionaria, impulsados por temores internacionales de que un grupo de militares provocaran, una toma de poder comunista dentro del país, debido a las simpatías percibidas de la junta reformista hacia la influencia comunista y cubana. Estas preocupaciones se vieron exacerbadas aún más por la visita a Cuba de militares y civiles salvadoreños de extrema izquierda, lo que impulsó a la desunida Fuerza Armada a unirse para salvaguardar al Estado del comunismo.
El 25 de enero de 1961, el golpe militar planeado, que contaba con el respaldo de todos los altos oficiales del ejército, finalmente se ejecutó y terminó con el derrocamiento exitoso de la junta cívico-militar de seis hombres. El Directorio Cívico-Militar abiertamente anticomunista que los sucedió permitió la actividad continua de todos los partidos políticos no comunistas antes de las elecciones al Congreso planeadas. Mientras tanto, los partidos comunistas y progresistas fueron prohibidos. El nuevo gobierno prometió elecciones anticipadas, reformas sociales y agrarias, junto con una estrecha cooperación con Estados Unidos. El gobierno estadounidense rápidamente extendió el reconocimiento diplomático a la nueva junta militar el 15 de febrero.
Cumpliendo su promesa de devolver el país a un gobierno constitucional, en diciembre se celebraron elecciones a la asamblea constituyente. El 5 de enero de 1962, la Asamblea Constituyente aprobó la nueva constitución, acabando con la constitución de 1950.  Tres días después, el 8 de enero, se eligió un presidente provisional, Eusebio Rodolfo Cordón Cea.